# Paszport (album)
Paszport (uit het Pools: "paspoort") is een muziekalbum uit 2012 van de Brits-Poolse zangeres Katy Carr. De teksten worden deels in het Engels, deels in het Pools gezongen. Het album is geïnspireerd op de Poolse verzetsstrijder Kazimierz ('Kazik') Piechowski (1919-2017), die uit concentratiekamp Auschwitz ontsnapte door samen met drie andere gevangenen de auto van een SS-officier en uniformen te stelen en door de hoofdpoort naar buiten te rijden.
Carr had tussen 2009 en 2012 documentairefilm Kazik and the Kommander's Car gemaakt over Piechowski. Enkele verhalen die ze van hem gehoord had verwerkte ze in nummers die ze op dit album uitbracht. Belangrijke thema's zijn de Sovjet-aanval op Polen in 1939, de Duitse bezetting en de activiteiten het Poolse verzet, met name de Armia Krajowa waar Piechowski lid van was.
De titel van de cd is afkomstig uit de zin Masz paszport, więc jesteś ("Je hebt een paspoort, dus je bestaat") uit een gedicht van Jerzy Harasymowicz. De muziekstijl is gebaseerd op de strijdliederen die de partizanen tijdens de oorlog zongen. Op het album is deze stijl vermengd met elementen uit klezmer, gipsy jazz en folk.
De single Kommander's Car werd uitgebracht op 8 augustus 2012. Op 1 september, herdenkingsdag van de Duitse invasie in Polen, zong Carr het nummer voor de inmiddels 92-jarige Piechowski in zijn woonplaats Tczew, in aanwezigheid van de president van Polen, Bronisław Komorowski. Op 17 september, de herdenkingsdag van de Sovjet-aanval, werd de cd officieel uitgebracht in Polen.
De cd-presentatie in Engeland vond plaats op 11 november, de herdenkingsdag van de Eerste Wereldoorlog. Hierna vond een tournee plaats door Groot-Brittannië, waarbij het publiek tijdens de optredens historische beelden uit de Tweede Wereldoorlog te zien kreeg. De cd ontving positieve recensies in The Guardian, The Sunday Times, The Independent en The Observer.

## Tracklist
Alle muziek en teksten zijn geschreven door Katy Carr. 
| Nr. | Titel                                                    | Duur |
| --- | -------------------------------------------------------- | ---- |
| 1.  | Katy Carr meets Kazik Piechowski                         | 0:47 |
| 2.  | Kommander's Car                                          | 4:14 |
| 3.  | Paszport                                                 | 4:20 |
| 4.  | Wojtek                                                   | 3:11 |
| 5.  | Weronika                                                 | 3:12 |
| 6.  | Poland Panorama                                          | 0:40 |
| 7.  | Mała, Little Flower                                      | 4:22 |
| 8.  | Czarne Włosy, Zielone Oczy - Black Hair, Green Eyes      | 3:47 |
| 9.  | Red Red Rose                                             | 3:47 |
| 10. | Dziś do Ciebie Przyjść nie Mogę - The Partisan's Lullaby | 3:20 |
| 11. | Alicja                                                   | 4:07 |
| 12. | Travelling to You                                        | 3:01 |
| 13. | Motylek - Butterfly                                      | 3:21 |
| 14. | Wejmutka - At the Weymouth Pine Tree House               | 3:39 |
| 15. | O Mój Rozmarynie - Oh My Rosemary                        | 4:30 |
| 16. | Chodźmy, Partyzanci! – Let's Go, Partisans!              | 2:03 |

## Prijzen
- 8 augustus 2012: 'Song van de dag', Radio Trójka (de single Kommander's Car)[7]
- Genomineerd voor de Music Awards 2013 van het tijdschrift Songlines[8]
- April 2013: 'Album van de maand', Folk Radio UK[9]